# Атанас Близнаков
Атанас Близнаков (на македонска литературна норма: Атанас Близнаков) е общественик и публицист от Егейска Македония.

## Биография
Роден е в костурското село Дъмбени през 1901 година. За известен период от време живее в САЩ, където членува в Македоно-американския народен съюз. Там става и един от основателите на дружество „Александър Македонски“. Заедно с дружеството се създава православна община в Гери. През 1976 година се установява в Социалистическа република Македония. На следващата година основава фонд на негово име към университета „Св. Кирил и Методий“ в Скопие с цел да се спонсорират надарени студенти.

## Творчество
- Д'мбени и револуционерното минато во Костурско, 1982.
- Спомени за националната, политичката и културната дејност на Македонците во САД и во Канада, Култура, 1987 136 c.